# Daewoo BM
Daewoo BM — городской автобус, выпускаемый южнокорейской компанией Daewoo с 1996 по 2004 год. Вытеснен с конвейера моделью Daewoo BS.

## История
Автобус Daewoo BM впервые был представлен в мае 1996 года. До 1998 года автобус назывался Daewoo BF105.
Базовой моделью для Daewoo BM стала Daewoo BS106. Изначально автобус оснащался двигателем внутреннего сгорания D1146. С 2001 года автобус оснащался двигателем внутреннего сгорания DE08Tis. Конкурентами являлись Hyundai Global 900, Hyundai Aero Town и Kia Cosmos.
Производство завершилось в 2004 году.

## Галерея

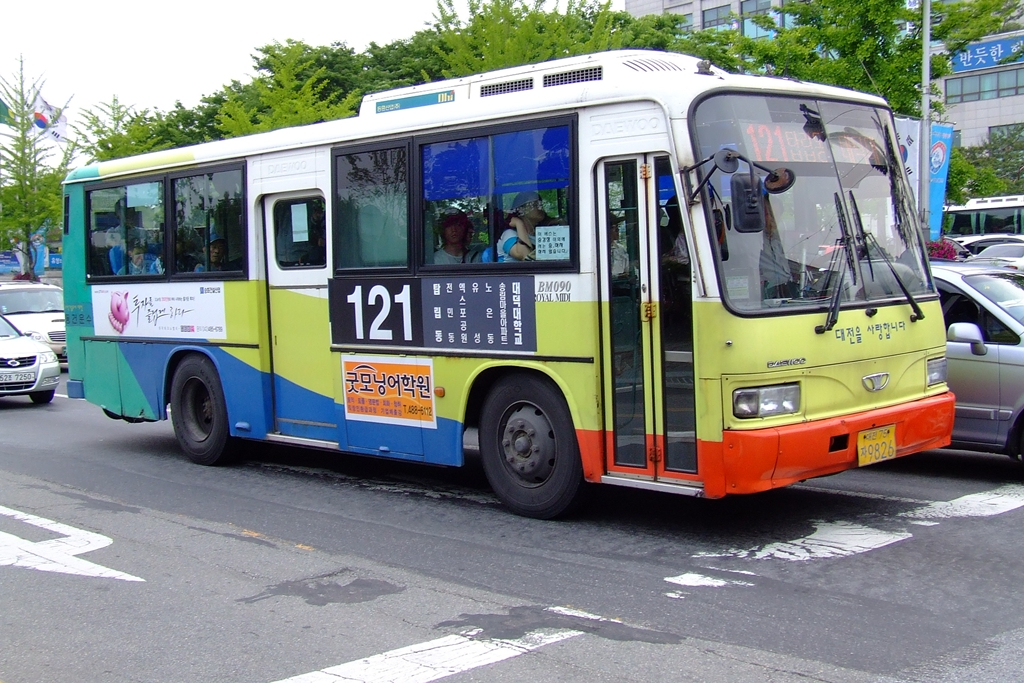
Daewoo BM090-D4
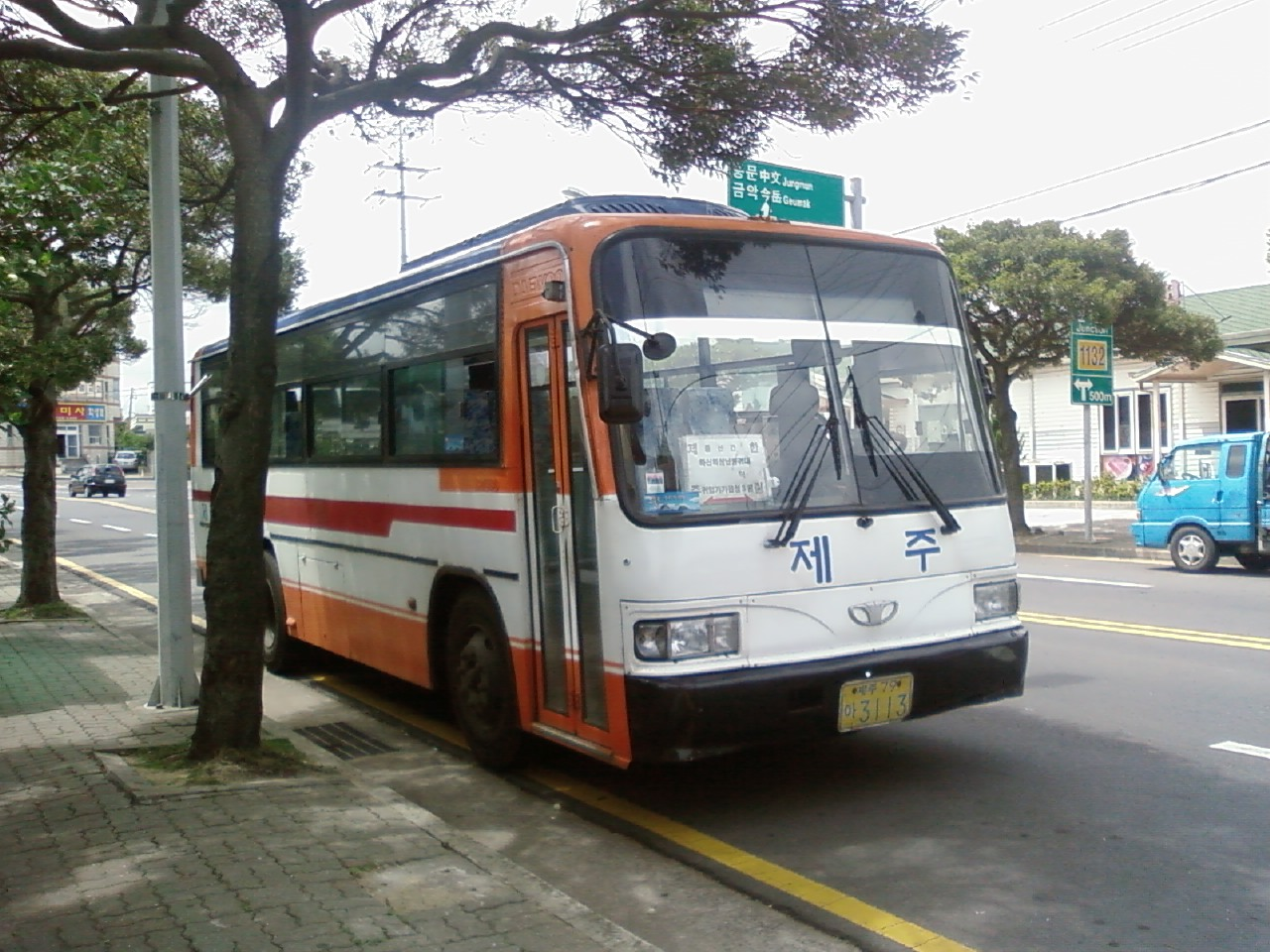
Вид спереди
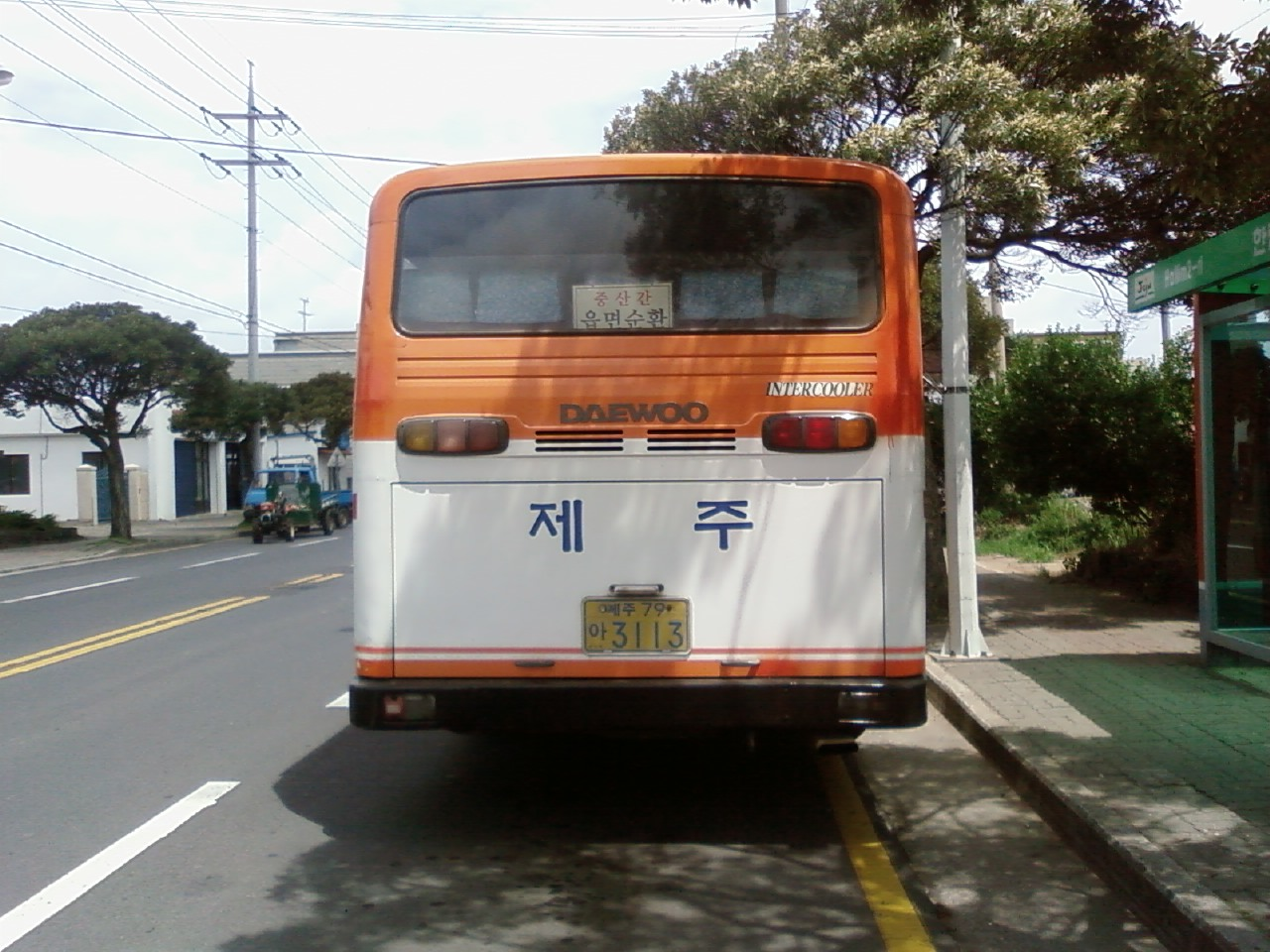
Вид сзади
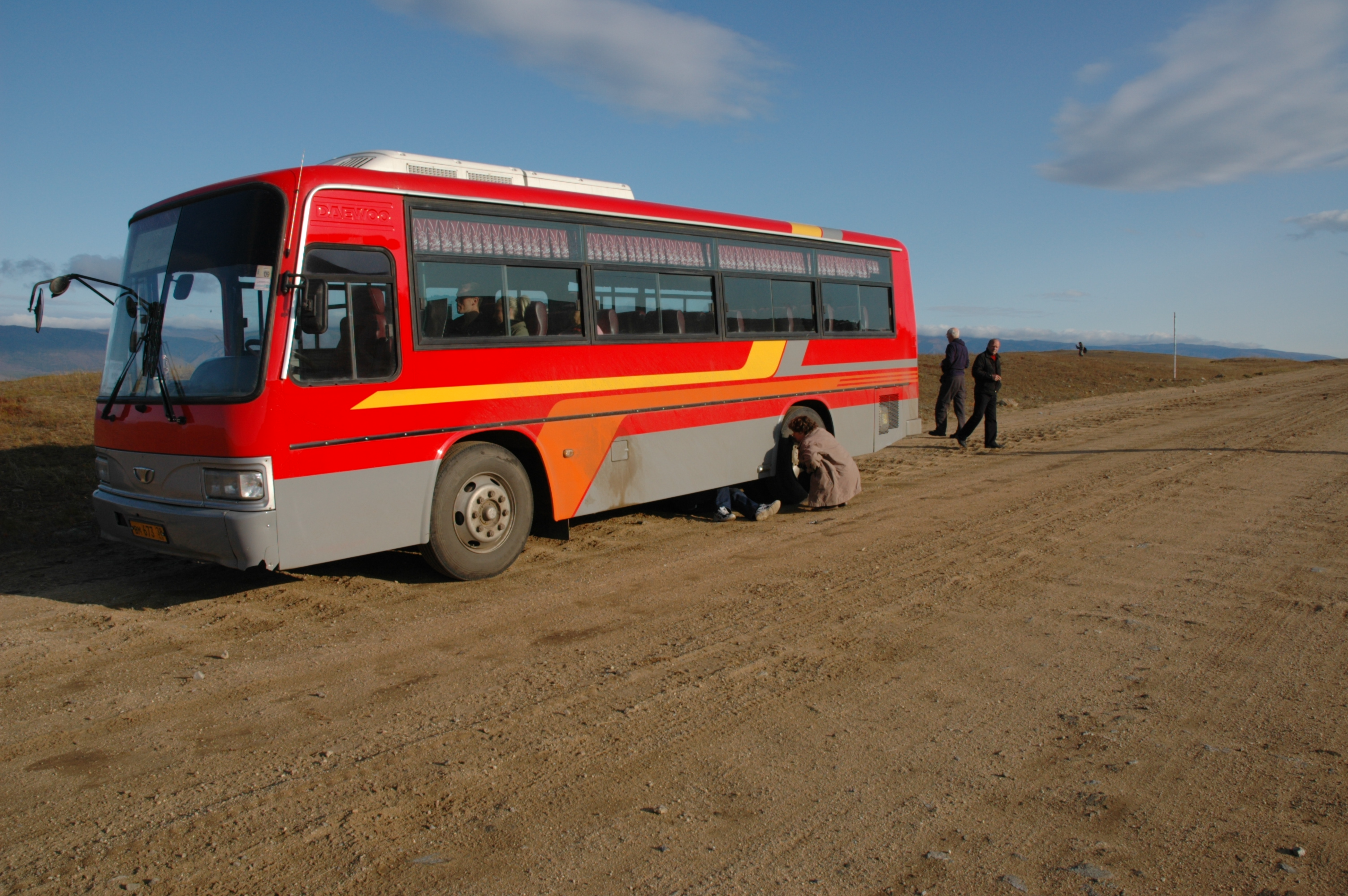
Daewoo BM090 в России
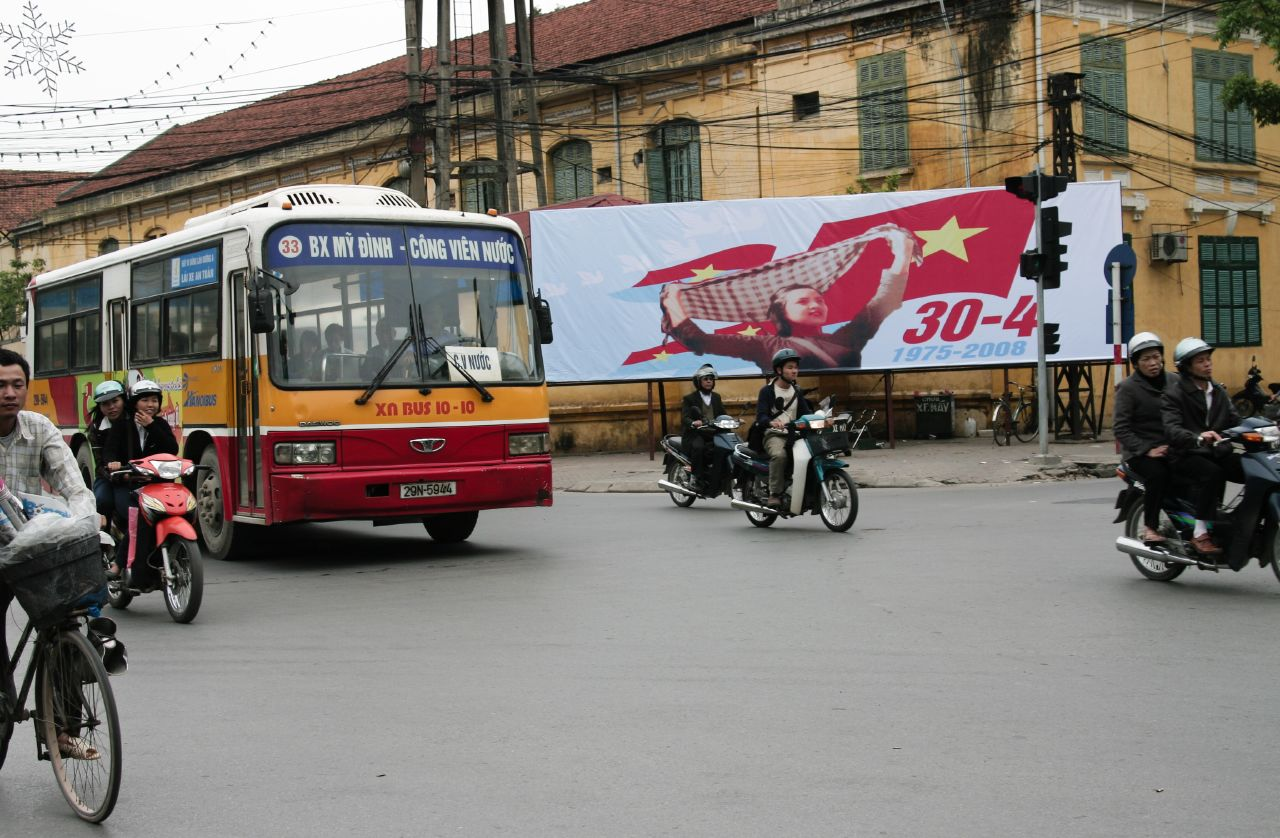
Daewoo BM090 во Вьетнаме